# Lamprosema fusalis
Lamprosema fusalis là một loài bướm đêm trong họ Crambidae.